# Joost Karhof
Joost Karhof (Gouda, 8 februari 1969 – Den Haag, 26 december 2017) was een Nederlands journalist en televisiepresentator.

## Biografie
Karhof begon als twintigjarige zijn loopbaan in 1989 als sportjournalist bij de Voorburgse Courant.  Nog tijdens zijn studie rechten aan de Universiteit Leiden werkte daarna bij dagblad Het Binnenhof als journalist. Hij stapte over naar omroep RTV West en won in 2003 NCRV's Nationale Nieuwsquiz. Vanaf juli 2006 presenteerde hij bij de Nederlandse Omroep Stichting (NOS) Nova/Den Haag Vandaag, afwisselend met Clairy Polak en Twan Huys. In 2008 presenteerde hij zeven keer op maandag het tv-praatprogramma De Wereld Draait Door. Ook presenteerde hij de tv-programma's Made in the Seventies, het vervolg Made in the Eighties en uitzendingen van de Indië-herdenking.
In januari 2009 presenteerde Karhof op de late avond het politiek-satirische programma Triana van de NPS op Nederland 3. Dit programma werd opgenomen in de Amsterdamse Westergasfabriek en werd tijdens de winterstop van De Wereld Draait Door tot en met 9 januari in de vooravond en 's avonds laat uitgezonden. Vanaf september 2008 tot en met december 2014 was hij de vaste presentator van Kunststof TV.
In 2010 en 2013-2017 presenteerde Karhof De Grote Geschiedenisquiz met daarnaast sinds 2015 ook de voorronden in De kleine Geschiedenis Quiz. In maart 2015 presenteerde hij de NTR Boekenquiz in het kader van de Boekenweek. Hij was voornamelijk in het weekend regelmatig presentator van Nieuwsuur, het actualiteitenprogramma van de NOS en NTR. Bij afwezigheid van NPO Radio 1-presentatrice Lara Rense viel Karhof in bij Nieuws en Co.
Vanaf februari 2016 presenteerde Karhof drie weken lang de geschiedenisquiz Van Alle Tijden, die dagelijks werd uitgezonden op NPO 2 door de NTR.
Karhof overleed onverwacht op 48-jarige leeftijd. Hij was gehuwd en had twee stiefdochters. Op 4 januari 2018 werd afscheid van Karhof genomen in theater Diligentia. Na de herdenking volgde in besloten kring de uitvaart.